# Ivankivți, Iarmolînți
Ivankivți (în ucraineană Іванківці) este un sat în comuna Monastîrok din raionul Iarmolînți, regiunea Hmelnîțkîi, Ucraina.

## Demografie
Componența lingvistică a localității Ivankivți
     Ucraineană (98,07%)
     Rusă (1,45%)
     Alte limbi (0,48%)
Conform recensământului din 2001, majoritatea populației localității Ivankivți era vorbitoare de ucraineană (98,07%), existând în minoritate și vorbitori de rusă (1,45%).